# Troféu Ibérico
El Ibérica Cup es el nombre de un torneo de verano de fútbol que se celebró en la ciudad de Braga (Portugal) y Faro-Loulé.

## Historia
El Troféu Ibérico fue una competición que se jugó entre 1999 y 2016 entre clubes de Portugal y España.
Tuvo 4 Ediciones, las 4 se disputaron en Portugal, 3 en Braga 1 en Faro-Loulé.

## Historial
| Año  | Campeón                 | Subcampeón  | Resultado  |
| ---- | ----------------------- | ----------- | ---------- |
| 1999 | Deportivo de la Coruña  | SL Benfica  | 0-0 (3-2)  |
| 2000 | Deportivo de la Coruña  | SL Benfica  | 1-0        |
| 2002 | Real Club Celta de Vigo | FC Porto    | Triangular |
| 2016 | Real Betis              | Sporting CP | 3-2        |

## Palmarés
| Equipo        | Títulos | Años Campeón |
| Deportivo     | 2       | 1999, 2000   |
| Celta de Vigo | 1       | 2002         |
| Real Betis    | 1       | 2016         |